# Захедан
Захедан е град в югоизточната част на Иран с население 595 559 души (2009), административен център на провинция Систан и Белуджистан. Разположен е в източната част на страната в близост до границите с Афганистан и Пакистан.